# Струмяни (Мазовецьке воєводство)
Струмяни (пол. Strumiany) — село в Польщі, у гміні Баранув Ґродзиського повіту Мазовецького воєводства.
Населення — 104 особи (2011).
У 1975-1998 роках село належало до Скерневицького воєводства.

## Демографія
Демографічна структура станом на 31 березня 2011 року:
|          | Загалом | Допрацездатний вік | Працездатний вік | Постпрацездатний вік |
| -------- | ------- | ------------------ | ---------------- | -------------------- |
| Чоловіки | 55      | 8                  | 43               | 4                    |
| Жінки    | 49      | 5                  | 30               | 14                   |
| Разом    | 104     | 13                 | 73               | 18                   |